# Roudnická vinařská oblast
Roudnická vinařská oblast je bývalá vinařská oblast v Česku, která zahrnovala šest až sedm českých vinařských obcí. 

## Historie
Oblast vznikla v roce 1995 a zanikla v roce 2004, kdy byla novým vinařským zákonem začleněna pod českou vinařskou oblast a litoměřickou podoblast. 
Réva vinná se v této oblasti pěstovala na prudkých svazích levého břehu Labe, oblíbenými odrůdami bylo sylvánské zelené a svatovavřinecké.

## Seznam vinařských obcí
V roce 2000 do oblasti patřilo sedm obcí. Celkem zde bylo devět pěstitelů.
- Brzánky
- Hoštka
- Hrušovany
- Kochovice
- Kyškovice
- Vetlá
- Židovice